# Philip England
Philip Christopher England FRS (30 de abril de 1951) é um geofísico britânico. Aplica a matemática para modelar a formação de montanhas, explicando que as mesmas se comportam como fluidos extremamente viscosos.
England obteve uma graduação em física na Universidade de Bristol em 1972. Foi depois para a Universidade de Oxford, onde especializou-se em geofísica, obtendo um D Phil em 1976.
É desde 2000 Professor de Geologia da Universidade de Oxford e fellow do University College (Oxford). Foi eleito membro da Royal Society em 1999.
Recebeu a Medalha de Ouro da Royal Astronomical Society de 2016.